# RKVV Wilhelmina
RKVV Wilhelmina is een voetbalvereniging uit 's-Hertogenbosch.

## Geschiedenis

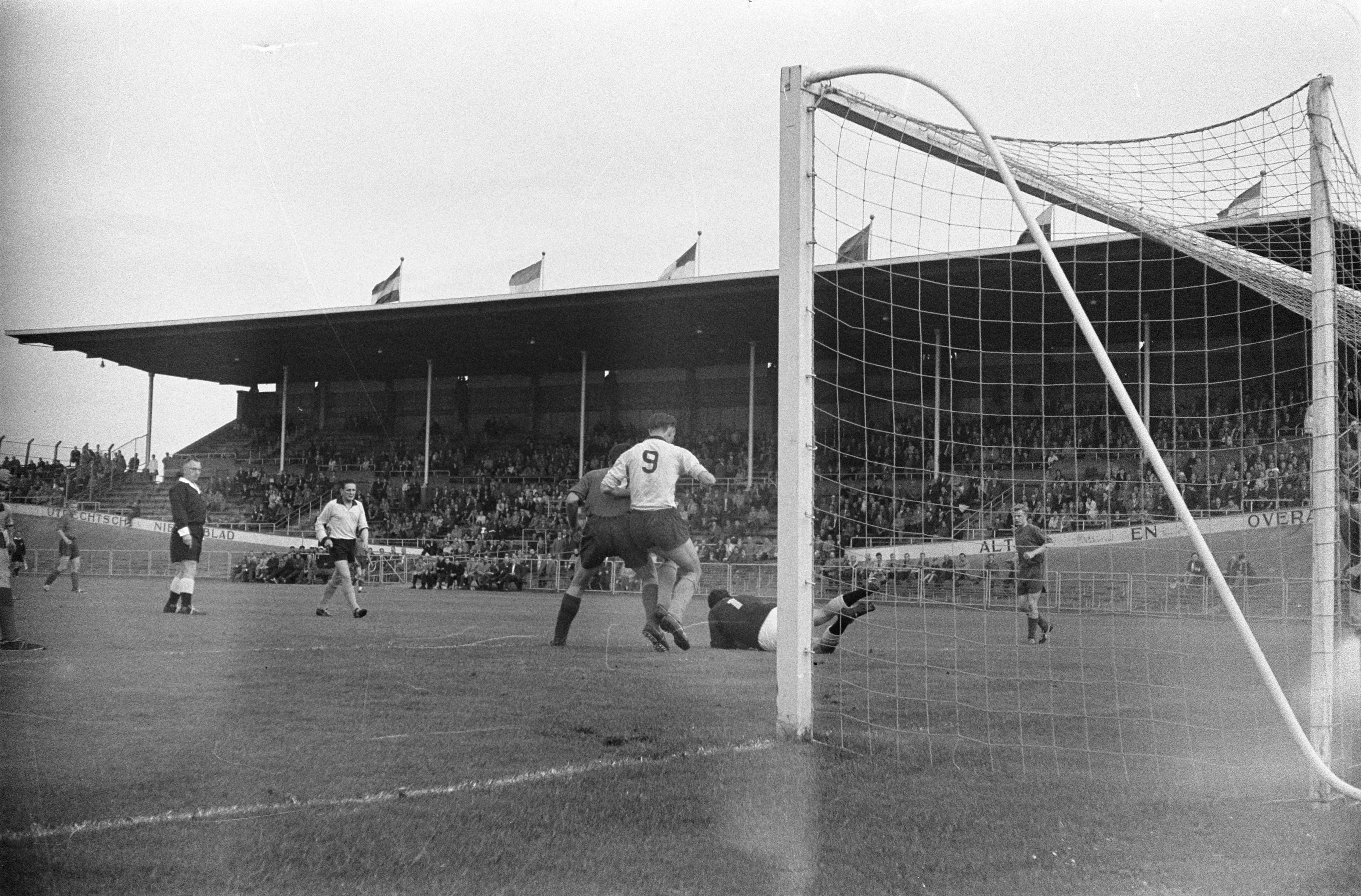
Wilhelmina tegen HFC EDO in 1961.

De vereniging werd in 1897 opgericht, en is een van de oudste voetbalverenigingen in Nederland. Wilhelmina speelde net als BVV jarenlang in Vught. Tijdens de Tweede Wereldoorlog kwam er een verbod op het gebruik van namen van levende leden van het koningshuis. Wilhelmina koos voor de bijnaam De Kanaries vanwege de felgekleurde gele shirts. Na 1945 fuseerden de KNVB en de RK Federatie. Op 26 januari 1946 vroeg het bestuur, van het toen nog hetende VV Wilhelmina, naamswijziging in RKVV Wilhelmina om de katholieke identiteit te benadrukken. In juni 1951 werd de naamsverandering doorgevoerd.
In 1967 vond er een fusie plaats van Wilhelmina met BVV tot FC Den Bosch.
Zowel Wilhelmina als BVV, die beide betaald voetbal speelden, gingen verder als amateurverenigingen.

## SCW
De vereniging heeft ook een supportersclub gehad, de Supporters Club Wilhelmina. Deze werd achttien jaar geleid door Harry Schel. In 1962 werd de SCW opgedoekt, nadat Schel een conflict had met penningmeester Kees van de Heuvel. Het doel van de SCW was om de club te steunen. Nadat de SCW was gestopt, ging Wim Manders met dit idee verder. Hij heeft jarenlang geprobeerd om geld voor de club binnen te krijgen door middel van de club van 50/100 en de lotto.

## Historische tijdlijn
- 1897: oprichting
- 1899: begin met competitievoetbal
- 1901: kampioen derde klasse en promotie naar tweede klasse
- 1904: kampioen tweede klasse en promotie naar eerste klasse
- 1909: kampioen eerste klasse oost
- 1915: kampioen eerste klasse noodcompetitie
- 1931: degradatie naar tweede klasse
- 1954: toegelaten tot betaald voetbal
- 1961: promotie naar eerste divisie
- 1962: degradatie naar tweede divisie
- 1967: naar vierde klasse amateurvoetbal na fusie met BVV
- 1972: kampioen vierde klasse en promotie naar derde klasse
- 1973: kampioen derde klasse en promotie naar tweede klasse
- 1974: promotie naar eerste klasse
- 1976: degradatie naar tweede klasse
- 1983: kampioen tweede klasse en promotie naar eerste klasse
- 1990: promotie naar hoofdklasse
- 1991: degradatie naar eerste klasse
- 1993: degradatie naar tweede klasse
- 1994: promotie naar eerste klasse
- 1997: degradatie naar tweede klasse
- 2007: degradatie naar vierde klasse
- 2008: kampioen vierde klasse en promotie naar derde klasse
- 2017: kampioen vierde klasse en promotie naar derde klasse
- 2018: rechtstreekse degradatie naar de vierde klasse

## Competitieresultaten 1901–2018
| 1 3A |

| 3 2A |

| 4 2A |

| 1 2A |

| 5 |

| 3 |

| 7 |

| 6 |

| 1 |

| 7 |

| 4 |

| 2 |

| 2 |

| 5 |

| 1 |

| 6 |

| 7 |

| 5 |

| 8 |

| 6 |

| 10 |

| 6 |

| 5 |

| 3 |

| 3 |

| 2 |

| 9 |

| 2 |

| 10 |

| 9 |

| 10 |

| 4 2B |

| 5 2B |

| 7 2B |

| 4 2B |

| 8 2B |

| 9 2B |

| 5 2B |

| 7 2B |

| 9 D |

| 4 2C |

| 4 2B |

| 8 2B |

| 6 2D |

|  |

| 4 2B |

| 9 2A |

| 10 2B |

| 4 2B |

| 5 2A |

| 4 2A |

| 10 2A |

| 7 2A |

| 2 2A |

| 6 2A |

| 6 C |

| 11 B |

| 2 A |

| 12 A |

| 6 A |

| 3 |

| 17 B |

| 16 B |

| 13 B |

| 12 B |

| 14 B |

| 17 |

| 3 4B |

| 2 4B |

| 3 4B |

| 3 4B |

| 1 4B |

| 1 3B |

| 4 2A |

| 3 1E |

| 11 1E |

| 5 2A |

| 6 2A |

| 4 2A |

| 10 2A |

| 3 2A |

| 4 2A |

| 1 2A |

| 4 1E |

| 5 1E |

| 10 1E |

| 9 1E |

| 4 1E |

| 9 1E |

| 3 1E |

| 14 C |

| 6 1E |

| 10 1E |

| 3 2A |

| 7 1E |

| 9 1E |

| 9 1C |

| 8 2E |

| 11 2F |

| 2 3B |

| 4 3B |

| 5 3C |

| 5 3C |

| 4 3C |

| 4 3C |

| 2 3C |

| 11 3C |

| 1 4F |

| 9 3C |

| 7 3C |

| 5 3C |

| 9 3C |

| 7 3C |

| 11 3C |

| 3 4F |

| 6 4F |

| 1 4F |

| 14 3C |

| - 4E |

| Eerste divisie | Eerste klasse (profniveau) | Tweede divisie | Hoofdklasse | Eerste klasse | Tweede klasse | Derde klasse | Vierde klasse | Noodcompetitie |

- Heette tussen 1941 en 1945 De Kanaries

In elke staaf van de grafiek staat van boven naar beneden vermeld: 
- Eindnotering

Dit is de positie die de club heeft bereikt in de competitie, zonder eventuele beslissings-, play-off- of nacompetitiewedstrijden die nodig zijn geweest om bijvoorbeeld de kampioen van de competitie te bepalen.
Indien een * achter het getal staat is de notering een tussenstand en kan het zijn dat de notering niet overeenkomt met de uiteindelijke eindstand van de competitie.
Staat er een - dan is het seizoen nog bezig en is er geen definitieve uitslag bekend.
Staat er xx op de positie van de notering, dan heeft de club vroegtijdig de competitie verlaten. Dit kan onder andere komen door terugtrekking van het team, faillissement van de club of door een uitgedeelde straf van de KNVB. In veel gevallen staat elders in het artikel de reden vermeld.
Staat er een ? dan is het resultaat uit het verleden onbekend, en is alleen de competitie of het niveau bekend van dat seizoen.
In de seizoenen 2019/20 en 2020/21 werd wegens de coronacrisis het amateurvoetbal afgebroken. Daardoor kennen deze staven geen eindklassering (middels -- weergegeven).
- Competitieniveau en afdelingsletter of Officiële eindstand Eredivisie
  - Competitieniveau en afdelingsletter

Hierbij geeft het getal het niveau weer, dat ook terug te vinden is in de legenda. De letter is de afdelingsaanduiding en wordt gebruikt wanneer er meer afdelingen zijn op hetzelfde niveau. De afdelingsletter is altijd een hoofdletter en wordt meestal zonder nummer gebruikt.
Voorbeeld: 2F is niveau 2e klasse competitie F.
Het competitieniveau en nummer wordt niet vermeld wanneer er slechts één competitie van dit niveau was.
  - Officiële eindstand Eredivisie (getal staat tussen haakjes vermeld)

Sinds de introductie van play-offwedstrijden voor Europees voetbal na afloop van de reguliere competitie in 2005/06, is de KNVB verplicht een eindstand van de Eredivisie door te geven aan de UEFA aan de hand van deze play-offwedstrijden.
Bij deze eindstand staan clubs die zich hebben gekwalificeerd voor Europees voetbal hoger dan clubs die zich niet wisten te kwalificeren. Indien er geen verschil was tussen de eindnotering en de officiële eindstand, staat dit getal niet vermeld.

- Onderafdeling

Hier staat afgekort de naam van de onderafdeling indien de club in dat jaar in een onderafdeling uitkwam. Tevens staat deze afkorting in de legenda en wordt gelinkt naar het artikel over deze onderafdeling. Deze afkorting wordt alleen vermeld wanneer de club in het verleden in verschillende onderafdelingen heeft gespeeld. Deze vermelding is in de staaf altijd in kleine letters. Deze onderafdelingen zijn na het seizoen 1995/96 afgeschaft. Heeft de club in slechts één onderafdeling gespeeld, dan is dit alleen terug te vinden in de legenda.
Onder de staaf staat het jaartal vermeld waarin het seizoen is afgesloten. 15 verwijst naar het seizoen 2014/15 of eventueel het seizoen 1914/15.
Wanneer een staaf leeg is, zijn deze gegevens niet bekend. Het kan ook zijn dat de club dat seizoen niet heeft meegespeeld op het hogere amateurniveau, vroegtijdig de competitie heeft verlaten of uit de competitie is gezet.

In het seizoen 1944/45 was er wegens de Tweede Wereldoorlog geen regulier competitievoetbal.

## Betaald voetbal
RKVV Wilhelmina heeft negen jaar betaald voetbal gespeeld. Het eerste team promoveerde in 1961 naar de Eerste Divisie, waarna het een seizoen later weer degradeerde naar de Tweede Divisie.

### Seizoensoverzichten
| Resultaten van Wilhelmina sinds de toetreding in het betaald voetbal in 1955 | Resultaten van Wilhelmina sinds de toetreding in het betaald voetbal in 1955 | Resultaten van Wilhelmina sinds de toetreding in het betaald voetbal in 1955 | Resultaten van Wilhelmina sinds de toetreding in het betaald voetbal in 1955 | Resultaten van Wilhelmina sinds de toetreding in het betaald voetbal in 1955 | Resultaten van Wilhelmina sinds de toetreding in het betaald voetbal in 1955 | Resultaten van Wilhelmina sinds de toetreding in het betaald voetbal in 1955 | Resultaten van Wilhelmina sinds de toetreding in het betaald voetbal in 1955 | Resultaten van Wilhelmina sinds de toetreding in het betaald voetbal in 1955 | Resultaten van Wilhelmina sinds de toetreding in het betaald voetbal in 1955 | Resultaten van Wilhelmina sinds de toetreding in het betaald voetbal in 1955 | Resultaten van Wilhelmina sinds de toetreding in het betaald voetbal in 1955 | Resultaten van Wilhelmina sinds de toetreding in het betaald voetbal in 1955 |
| Seizoen                                                                      | Competitie                                                                   | Competitie                                                                   | Competitie                                                                   | Competitie                                                                   | Competitie                                                                   | Competitie                                                                   | Competitie                                                                   | Competitie                                                                   | Competitie                                                                   | Kwalificatie                                                                 | KNVB beker                                                                   | Bijzonderheid                                                                |
| Seizoen                                                                      | Divisie                                                                      | GW                                                                           | W                                                                            | G                                                                            | V                                                                            | DV                                                                           | DT                                                                           | PNT                                                                          | POS                                                                          | Kwalificatie                                                                 | KNVB beker                                                                   | Bijzonderheid                                                                |
| ---------------------------------------------------------------------------- | ---------------------------------------------------------------------------- | ---------------------------------------------------------------------------- | ---------------------------------------------------------------------------- | ---------------------------------------------------------------------------- | ---------------------------------------------------------------------------- | ---------------------------------------------------------------------------- | ---------------------------------------------------------------------------- | ---------------------------------------------------------------------------- | ---------------------------------------------------------------------------- | ---------------------------------------------------------------------------- | ---------------------------------------------------------------------------- | ---------------------------------------------------------------------------- |
| 1955/56                                                                      | Eerste klasse C                                                              | 30                                                                           | 13                                                                           | 6                                                                            | 11                                                                           | 65                                                                           | 55                                                                           | 32                                                                           | 6e                                                                           | Tweede divisie                                                               | Geen bekertoernooi                                                           | Wilhelmina treedt toe tot het betaald voetbal                                |
| 1956/57                                                                      | Tweede divisie B                                                             | 28                                                                           | 7                                                                            | 10                                                                           | 11                                                                           | 35                                                                           | 48                                                                           | 24                                                                           | 11e                                                                          | –                                                                            | 2e ronde                                                                     | –                                                                            |
| 1957/58                                                                      | Tweede divisie A                                                             | 26                                                                           | 13                                                                           | 7                                                                            | 6                                                                            | 79                                                                           | 51                                                                           | 33                                                                           | 2e                                                                           | –                                                                            | 2e ronde                                                                     | –                                                                            |
| 1958/59                                                                      | Tweede divisie A                                                             | 28                                                                           | 7                                                                            | 5                                                                            | 16                                                                           | 51                                                                           | 68                                                                           | 19                                                                           | 12e                                                                          | –                                                                            | 3e ronde                                                                     | –                                                                            |
| 1959/60                                                                      | Tweede divisie A                                                             | 22                                                                           | 9                                                                            | 3                                                                            | 10                                                                           | 37                                                                           | 29                                                                           | 21                                                                           | 6e                                                                           | –                                                                            | Geen bekertoernooi                                                           | –                                                                            |
| 1960/61                                                                      | Tweede divisie                                                               | 34                                                                           | 19                                                                           | 6                                                                            | 9                                                                            | 82                                                                           | 60                                                                           | 44                                                                           | 3e                                                                           | Nacompetitie                                                                 | Groepsfase                                                                   | Wedstrijd tegen EDO (3–2, 1–3 en 3–2)                                        |
| 1961/62                                                                      | Eerste divisie B                                                             | 34                                                                           | 8                                                                            | 7                                                                            | 19                                                                           | 51                                                                           | 84                                                                           | 23                                                                           | 17e                                                                          | Rechtstreekse degradatie                                                     | Tussenronde (Tussen ronde 3 en ronde 4)                                      | –                                                                            |
| 1962/63                                                                      | Tweede divisie B                                                             | 32                                                                           | 11                                                                           | 8                                                                            | 13                                                                           | 56                                                                           | 59                                                                           | 30                                                                           | 16e                                                                          | –                                                                            | 1e ronde                                                                     | –                                                                            |
| 1963/64                                                                      | Tweede divisie B                                                             | 30                                                                           | 10                                                                           | 5                                                                            | 15                                                                           | 53                                                                           | 69                                                                           | 25                                                                           | 13e                                                                          | –                                                                            | Kwartfinale                                                                  | –                                                                            |
| 1964/65                                                                      | Tweede divisie B                                                             | 28                                                                           | 9                                                                            | 3                                                                            | 16                                                                           | 56                                                                           | 68                                                                           | 21                                                                           | 12e                                                                          | –                                                                            | 1e ronde                                                                     | –                                                                            |
| 1965/66                                                                      | Tweede divisie B                                                             | 28                                                                           | 4                                                                            | 11                                                                           | 13                                                                           | 42                                                                           | 62                                                                           | 19                                                                           | 14e                                                                          | –                                                                            | Groepsfase                                                                   | –                                                                            |
| 1966/67                                                                      | Tweede divisie                                                               | 44                                                                           | 12                                                                           | 13                                                                           | 19                                                                           | 67                                                                           | 86                                                                           | 37                                                                           | 17e                                                                          | –                                                                            | Geen deelname                                                                | Wilhelmina fuseerde met BVV en ging verder onder de naam FC Den Bosch        |

### Topscorers
- 1955/56:  Geert Princen (24)
- 1956/57:  Geert Princen (11)
- 1957/58:  Harry van Overdijk (19)
- 1958/59:  Geert Princen (12)
- 1959/60:  Theo Borsten (12)
- 1960/61:  Martin Kastelijn (22)
- 1961/62:  Willy van den Hurk (12)
0000000  Martin Kastelijn (12)
- 1962/63:  Willy van den Hurk (8)
0000000  Martin Kastelijn (8)
- 1963/64:  Theo Borsten (15)
- 1964/65:  Jan Burg (13)
0000000  Nico Gloudemans (13)
- 1965/66:  Bert Harmse (11)
- 1966/67:  Bert Harmse (33)

### Trainers
- 1955–1957:  József Veréb
- 1957–1959:  Győző Ertinger
- 1959–1963:  Piet van der Sluijs
- 1963–1964:  Ad Schrover
- 1964–1967:  Louis Frans

## Wilhelmina en het Nederlands voetbalelftal
In de geschiedenis is er één voetballer van Wilhelmina die gespeeld heeft in het Nederlands voetbalelftal. Dit was verdediger Tonny van Haeren, die in 1926 een oefeninterland speelde tegen België. Het zou zijn enige interland zijn. Hij speelde de gehele wedstrijd, die in 1-1 eindigde. Van Haeren scoorde niet.

## Bekende (oud-)spelers
- Marjolijn van den Bighelaar
- Marcel Brands
- Ad van Eerd
- Ton van Engelen
- Giovanni Henskens
- Fred van der Hoorn
- Wim van der Horst
- Ringo Meerveld
- Hans Salfischberger
- Justin Tahapary
- Dominique Vugts

## Bekende (oud-)trainers
- Piet van Bladel

## Voetnoten
Atletiek: O.S.S.-VOLO · Badminton: Badminton Club Hercules · Basketbal: Heroes · The Black Eagles · Biljart: S-S&P De Dieze · Boogschieten: Handboogvereniging Prins Bernhard · Bowlen: Bowling Vereniging 's-Hertogenbosch · Dammen: Heijmans Excelsior · Darten: Bergen Darts Team · Café Lohengrin · Duivensport: De Zwaluw · Golf: GC BurgGolf Haverleij · Golf Club Bois le Duc · Golfclub Rosmalen · Hockey: Hockeyclub 's-Hertogenbosch · MHC Rosmalen · Honkbal: Gryphons · IJshockey: Red Eagles · Korfbal: RoDeBo · Petanque: Janboel 81 · Rugby: The Dukes · Schaken: HMC Den Bosch · De Kentering · Den Bosch Noord · Tafeltennis: TTV Never Despair · TTV De Kruiskamp'81 · Tennis: Bastion Baselaar · Tennisclub Maaspoort · Tennisclub Maliskamp · Tennisvereniging Rosmalen · Turnen: Flik-Flak · OJC Rosmalen · Voetbal: SV BLC · BVV · SV CHC · DBN '22 · FC Den Bosch · Emplina · FC Engelen · Maliskamp · OJC Rosmalen · RKJVV · RKKSV · RKVV Wilhelmina · Volleybal: Spirit · Waterpolo en zwemmen: De 's-Hertogenbossche Watervrienden · De Treffers Rosmalen